# Praemunire
Les statuts de Praemunire est le nom donné en Angleterre à divers actes qui prohibaient, entre autres choses : 
1. l'introduction en Angleterre des provisions papales;
2. l'intervention du pape dans les élections ecclésiastiques;
3. l'évocation des sujets du roi en cour de Rome sur des points dont la connaissance appartenait aux cours royales;
4. l'acceptation en cour étrangère de bénéfices ecclésiastiques du royaume d'Angleterre.

Les principaux de ces actes sont de 1343, 51, 53, 64. Grégoire XI indiqua pour discuter ces statuts une conférence à Bruges (1375); Wiclef y fut l'un des commissaires d’Édouard III; la convention qui y fut signée admit une partie de ces statuts.

## Source
Cet article comprend des extraits du Dictionnaire Bouillet. Il est possible de supprimer cette indication, si le texte reflète le savoir actuel sur ce thème, si les sources sont citées, s'il satisfait aux exigences linguistiques actuelles et s'il ne contient pas de propos qui vont à l'encontre des règles de neutralité de Wikipédia.